# Gare de Natoye
La gare de Natoye est une ancienne gare ferroviaire belge de la ligne 162, de Namur à Sterpenich (frontière du Luxembourg), située à Natoye sur le territoire de la commune d'Hamois, dans la province de Namur en Région wallonne.
Elle est mise en service en 1858 par la Grande compagnie du Luxembourg. C'est aujourd'hui une halte ferroviaire de la Société nationale des chemins de fer belges (SNCB).

## Situation ferroviaire
Établie à 252 mètres d'altitude, la gare de Natoye est située au point kilométrique (PK) 20,50 de la ligne 162, de Namur à Sterpenich (frontière du Luxembourg), entre les gares ouvertes d'Assesse et de Ciney (la gare fermée de Florée se situe entre Assesse et Natoye).

## Histoire
La ligne de Namur à la frontière du Luxembourg est mise en service par section en 1858. La Grande compagnie du Luxembourg ouvre au service la section de Namur à Ciney, qui passe à Natoye, le 15 mai 1858. En 1867 la station de Natoye est la troisième de la ligne à 22 km de Namur.

## Service des voyageurs

### Accueil
Halte de la SNCB, c'est un point d'arrêt non gardé (PANG). Elle dispose de deux quais avec abris. Le passage en sécurité d'un quai à l'autre se fait à pied par un tunnel souterrain.

### Desserte
Natoye est desservie (toutes les heures en semaine et toutes les deux heures le week-end) par des trains L qui assurent des missions entre Namur et Ciney. 
En semaine, cette desserte régulière est renforcée par des trains supplémentaires : le matin, un train P de Namur à Ciney et deux de Ciney à Namur ; l’après-midi, trois trains P de Namur à Ciney et un de Ciney à Namur.

### Intermodalité
Il n'y a pas de parking aménagé à proximité de l'ancien bâtiment voyageurs. Le site est desservi par des bus du réseau TEC Namur-Luxembourg, ligne 128S.

## Comptage voyageurs
Ce graphique et tableau montre le nombre de voyageurs embarquant en moyenne durant la semaine, le samedi et le dimanche.
| Nombre de passagers qui embarquent à la gare de Natoye | Nombre de passagers qui embarquent à la gare de Natoye | Nombre de passagers qui embarquent à la gare de Natoye | Nombre de passagers qui embarquent à la gare de Natoye |
|                                                        | Semaine                                                | Samedi                                                 | Dimanche                                               |
| ------------------------------------------------------ | ------------------------------------------------------ | ------------------------------------------------------ | ------------------------------------------------------ |
| 1977                                                   | 183                                                    | 61                                                     | 78                                                     |
| 1978                                                   | 183                                                    | 75                                                     | 24                                                     |
| 1979                                                   | 194                                                    | 50                                                     | 28                                                     |
| 1980                                                   | 195                                                    | 43                                                     | 22                                                     |
| 1981                                                   | 215                                                    | 67                                                     | 19                                                     |
| 1982                                                   | 203                                                    | 37                                                     | 83                                                     |
| 1983                                                   | 246                                                    | 59                                                     | 157                                                    |
| 1984                                                   | 198                                                    | 83                                                     | 52                                                     |
| 1985                                                   | 232                                                    | 72                                                     | 60                                                     |
| 1986                                                   | 201                                                    | 75                                                     | 43                                                     |
| 1987                                                   | 166                                                    | 65                                                     | 57                                                     |
| 1988                                                   | 184                                                    | 82                                                     | 50                                                     |
| 1989                                                   | 195                                                    | 73                                                     | 53                                                     |
| 1990                                                   | 165                                                    | 71                                                     | 81                                                     |
| 1991                                                   | 197                                                    | 58                                                     | 53                                                     |
| 1992                                                   | 164                                                    | 70                                                     | 79                                                     |
| 1993                                                   | 182                                                    | 49                                                     | 44                                                     |
| 1994                                                   | 163                                                    | 53                                                     | 22                                                     |
| 1995                                                   | 169                                                    | 43                                                     | 29                                                     |
| 1996                                                   | 169                                                    | 37                                                     | 27                                                     |
| 1997                                                   | 184                                                    | 105                                                    | 64                                                     |
| 1998                                                   | 180                                                    | 38                                                     | 38                                                     |
| 1999                                                   | 143                                                    | 33                                                     | 32                                                     |
| 2000                                                   | 142                                                    | 44                                                     | 50                                                     |
| 2001                                                   | 141                                                    | 32                                                     | 14                                                     |
| 2002                                                   | 132                                                    | 34                                                     | 35                                                     |
| 2003                                                   | 154                                                    | 23                                                     | 56                                                     |
| 2004                                                   | 131                                                    | 32                                                     | 18                                                     |
| 2005                                                   | 128                                                    | 34                                                     | 24                                                     |
| 2006                                                   | 155                                                    | 58                                                     | 30                                                     |
| 2007                                                   | 158                                                    | 48                                                     | 30                                                     |
| 2008                                                   | -                                                      | -                                                      | -                                                      |
| 2009                                                   | 156                                                    | 53                                                     | 34                                                     |
| 2010                                                   | -                                                      | -                                                      | -                                                      |
| 2011                                                   | -                                                      | -                                                      | -                                                      |
| 2012                                                   | 180                                                    | 62                                                     | 34                                                     |
| 2013                                                   | 165                                                    | 57                                                     | 35                                                     |
| 2014                                                   | 128                                                    | 50                                                     | 36                                                     |
| 2015                                                   | 136                                                    | 53                                                     | 31                                                     |
| 2016                                                   | 136                                                    | 49                                                     | 29                                                     |
| 2017                                                   | 137                                                    | 45                                                     | 44                                                     |
| 2018                                                   | 132                                                    | 42                                                     | 30                                                     |
| 2019                                                   | 181                                                    | 68                                                     | 43                                                     |
| 2020                                                   | 129                                                    | 64                                                     | 35                                                     |
| 2021                                                   | -                                                      | -                                                      | -                                                      |
| 2022                                                   | 222                                                    | 70                                                     | 88                                                     |
| 2023                                                   | 258                                                    | 98                                                     | 88                                                     |
| 2024                                                   | 251                                                    | 56                                                     | 76                                                     |

## Patrimoine ferroviaire
Le bâtiment des recettes construit en 1858 et modifié vers 1900 est converti en habitation.
Pour la construction de ses gares, la Grande Compagnie du Luxembourg réalisa plusieurs modèles standards et choisit un modèle de bâtiment à deux étages de style néo-Renaissance italienne de deux niveaux sous toiture à croupes comportant entre trois et sept travées qui fut édifié à Assesse, Natoye, Ciney, Jemelle, Marbehan et Habay. Seuls les bâtiments construits à Natoye et Habay existent encore.
Les portes et fenêtres sont surmontées d'arcs en plein cintre du modèle florentin et toutes les fenêtres sont géminées et séparées par des colonnettes. La gare de Natoye comptait trois travées à l’origine et devait beaucoup ressembler à la gare d'Assesse. Des extensions ont été réalisées par la suite et de grandes fenêtres qui s'apparentent à celles utilisées sur les gares État Belge de la fin du XIXe siècle, ont été installées, altérant fortement son apparence d’origine,.
Le bâtiment, fortement modifié, de la gare de Natoye est actuellement bon état. Avec la démolition de la gare d'Assesse en 2017, Habay est la dernière gare de style néo-Renaissance italienne construite par la Grande Compagnie du Luxembourg encore en état proche de l’origine.